# Orono (Minnesota)
Orono és una població dels Estats Units a l'estat de Minnesota. Segons el cens del 2000 tenia 7.538 habitants.

## Demografia
Segons el cens del 2000, Orono tenia 7.538 habitants, 2.766 habitatges, i 2.196 famílies. La densitat de població era de 181 habitants per km².
Dels 2.766 habitatges en un 38% hi vivien nens de menys de 18 anys, en un 71,8% hi vivien parelles casades, en un 5,2% dones solteres, i en un 20,6% no eren unitats familiars. En el 15,8% dels habitatges hi vivien persones soles el 4,2% de les quals corresponia a persones de 65 anys o més que vivien soles. El nombre mitjà de persones vivint en cada habitatge era de 2,72 i el nombre mitjà de persones que vivien en cada família era de 3,06.
Per edats la població es repartia de la següent manera: un 27,4% tenia menys de 18 anys, un 4,5% entre 18 i 24, un 26,7% entre 25 i 44, un 32,5% de 45 a 60 i un 9% 65 anys o més.
L'edat mediana era de 41 anys. Per cada 100 dones de 18 o més anys hi havia 102 homes.
La renda mediana per habitatge era de 88.314$ i la renda mediana per família de 101.114$. Els homes tenien una renda mediana de 61.913$ mentre que les dones 34.964$. La renda per capita de la població era de 65.825$. Entorn del 0,5% de les famílies i l'1,2% de la població estaven per davall del llindar de pobresa.

## Poblacions més properes
El següent diagrama mostra les poblacions més properes.